# Cercospora brachiata
Cercospora brachiata är en svampart som beskrevs av Ellis & Everh. 1888. Cercospora brachiata ingår i släktet Cercospora och familjen Mycosphaerellaceae.   Inga underarter finns listade i Catalogue of Life.